# (35287) 1996 TA18
1996 TA18 (asteroide 35287) é um asteroide da cintura principal. Possui uma excentricidade de 0.13633480 e uma inclinação de 2.57312º.
Este asteroide foi descoberto no dia 4 de outubro de 1996 por Spacewatch em Kitt Peak.